# لويس لوريرو
لويس لوريرو (بالبرتغالية: Luís Loureiro‏) هو لاعب كرة قدم ومدرب كرة قدم برتغالي في مركز الوسط، ولد في 4 ديسمبر 1976 في شنترة في البرتغال. شارك مع منتخب البرتغال لكرة القدم. أما مع النوادي، فقد لعب مع أنورثوسيس فاماغوستا وإستريلا دا أمادورا ودينامو موسكو وسبورتينغ براغا وسبورتينغ لشبونة ونادي بوافيشتا ونادي بورتيمونينسي ونادي جل فيسنتي وناسيونال ماديرا.

## وصلات خارجية
- لويس لوريرو على موقع قاعدة بيانات كرة القدم.إي يو (الإنجليزية)
- لويس لوريرو على موقع ناشيونال فوتبول تيمز (الإنجليزية)